# Маріо Мена
Маріо Мена (ісп. Mario Mena, нар. 9 липня 1923) — болівійський футболіст, що грав на позиції нападника за клуб «Болівар», а також національну збірну Болівії.

## Клубна кар'єра
У футболі відомий виступами у команді «Болівар», кольори якої і захищав протягом усієї своєї кар'єри гравця.

## Виступи за збірну
1949 року дебютував в офіційних матчах у складі національної збірної Болівії. Протягом кар'єри у національній команді, яка тривала 11 років, провів у її формі 20 матчів, забивши 3 голи.
У складі збірної був учасником Чемпіонату Південної Америки 1949 року у Бразилії, Чемпіонату Південної Америки 1953 року у Перу.
Був присутній в заявці збірної на чемпіонаті світу 1950 року у Бразилії, але на поле не виходив.